# Cvetka Tóth
Cvetka Tóth (tudi Cvetka Hedžet Tóth), slovenska filozofinja, * 28. oktober 1948, Murska Sobota, † 14. december 2020, Ljubljana.
Predavala je na Oddelku za filozofijo Filozofske fakultete v Ljubljani, kjer je delovala tudi kot predstojnica katedre za sistematsko filozofijo in senatorka fakultete. Raziskovalno se je ukvarjala zlasti z ontologijo, metafiziko, utopistiko, etiko in aksiologijo.

## Izbor del
Monografije
- Spontanost in avtonomnost mišljenja (1994)
- Metafizika čutnosti (1998)
- Med metafiziko in etiko (2002)
- Hermenevtika metafizike (2008)
- Dialektika refleksijskega zagona (2015)
- Materialistično – idealistična zareza (2015)
- Demaskirajoče tendence (2018)